# Pals de pollastre
El pals de pollastre són una activitat tradicional de molts pobles valencians consistent en el fet que un joves basteixen algun tipus d'estructura amb els seus cossos amb la intenció d'agafar un premi, habitualment un pollastre, durant la celebració d'una festivitat. La realització de la torre es fa de forma improvisada i sense cap organització, llevat de l'amistat que els uneix.
Per exemple, Diumenge de Rams, a Polinyà, una vintena de joves, portant samarretes del mateix color, instruments de percussió i un parell de cabassos de collir fruita, recorren el poble al crit de “Quintos! Quintos!”. Aquest crit procedeix de l’època quan hi havia el servei militar, però la seua desaparició no ha suposat el final de la tradició, que consisteix en agafar un pollastre penjat d’una corda al carrer de l’Església. Per arribar-hi, fan una torre humana improvisada. No hi ha assajos ni música. Al segle xxi el pollastre ha estat substituït per un cistell que conté un premi en metàl·lic subvencionat per l’ajuntament.